# Poliopastea anthracina
Poliopastea anthracina là một loài bướm đêm thuộc phân họ Arctiinae, họ Erebidae.